# Liste der Schweizer Botschafter in Frankreich
Schweizer Botschafter in Frankreich.

## Missionschefs
- 1798–1800: Peter Josef Zeltner, Gesandter (1765–1830)
- 1800–1800: Gottlieb Abraham von Jenner (1765–1834)
- 1800–1803: Philipp Albert Stapfer (1766–1840)
- 1803–1814: Constantin de Maillardoz
- 1814–1847: Georg von Tschann (–1847), Geschäftsträger
- 1848–1856: Joseph-Hyacinthe Barman (1800–1885), Geschäftsträger
- 1856–1857: Joseph-Hyacinthe Barman (1800–1885), Gesandter
- 1857–1883: Johann Konrad Kern (1808–1888)
- 1883–1917: Charles Lardy (1847–1923)
- 1917–1938: Alphonse Dunant (1869–1942)
- 1938–1944: Walter Otto Stucki (1888–1963)
- 1945–1949: Carl Jacob Burckhardt (1891–1974)
- 1949–1956: Peter Anton von Salis (1898–1982)
- 1956–1957: Pierre Micheli (1905–1989)
- 1961–1966: Agostino Soldati (1910–1966), Botschafter
- 1967–1977: Pierre Dupont (1912–1993)
- 1977–1987: François de Ziegler (1922–2006)
- 1987–1993: Carlo Jagmetti (1932–)
- 1993–1997: Edouard Brunner (1932–2007)
- 1997–2002: Benedikt von Tscharner (1937–2019)
- 2002–2007: François Nordmann (1942–)
- 2007–2011: Ulrich Lehner (1954–)
- 2011–2014: Jean-Jacques de Dardel (1954–)
- 2014–2018: Bernardino Regazzoni (1957–)
- 2018–2020: Livia Leu (1961–)
- 2020–2024: Roberto Balzaretti (1965–)
- 2025–heute: Tania Cavassini

Ab 1798 selbständige Gesandtschaft, seit 1957 Botschaft.